# Niesoord
Niesoord est un hameau qui fait partie de la commune d'Oldambt dans la province néerlandaise de Groningue. Niesoord est situé au sud de Midwolda, sur les rives de l'Oldambtmeer.